# 丹尼·福爾
丹尼·福爾（英語：Danny Faure；1962年5月8日—），是一名塞舌尔政治人物，曾出任塞舌爾副總統，到2016年10月16日接替詹姆斯·米歇爾成為塞舌尔总统。
福爾曾在古巴一間大學取得政治學學士學位。

## 背景和教育
丹尼·福爾，在乌干达基倫貝鎮出生，父母是塞舌爾克里奥尔人，他在塞舌爾完成了中小學教育，并在古巴哈瓦那大學學習，獲得政治學學位。

## 總統職位
總統詹姆斯·米歇尔於2016年9月27日宣布，他將於10月16日辭職，並將權力移交給副總統福爾。米歇爾任期還剩下四年，福爾於2016年10月16日宣誓就職。
2019年4月14日，福雷參觀了英國潛水器，並在水下發表演講，呼籲為世界海洋提供更強有力的保護。
2019年6月13日，在華盛頓特區的喬治·華盛頓大學舉行的國家地理獎頒獎典禮上，福雷獲得了國家地理學會久負盛名的“星球和領導力獎”。